# Schwarzholz (Kulmbach)
Schwarzholz (oberfränkisch: Schwarzhulz) ist ein Gemeindeteil der Großen Kreisstadt Kulmbach im  Landkreis Kulmbach (Oberfranken, Bayern). Schwarzholz liegt in der Gemarkung Burghaig.

## Geografie
Die Einöde liegt auf einer Erhebung und ist im Wesentlichen von Wald umgeben. Im Norden wird dieser Schwarzholz genannt.Lindich an, im Südwesten liegt das Schwarzholz. Ein Wirtschaftsweg führt nach Burghaig (0,8 km östlich) bzw. nach Seidenhof (0,6 km südlich).

## Geschichte
1541 wurde eine Sölde im Waldgebiet „Schwarzenholz“ erstmals urkundlich erwähnt. Als Schwarzholz wurden üblicherweise Tannen oder Fichten bezeichnet.
Gegen Ende des 18. Jahrhunderts bestand Schwarzholz aus 2 Anwesen. Das Hochgericht übte das bayreuthische Stadtvogteiamt Kulmbach aus. Die bayreuthische Verwaltung Burghaig war Grundherr der beiden Häuser.
Von 1797 bis 1810 unterstand der Ort dem Justiz- und Kammeramt Kulmbach. Mit dem Gemeindeedikt wurde Schwarzholz dem 1811 gebildeten Steuerdistrikt Burghaig und der 1812 gebildeten gleichnamigen Ruralgemeinde zugewiesen. Am 1. Juli 1972 wurde Schwarzholz nach Kulmbach eingegliedert.

### Einwohnerentwicklung
| Jahr      | 001809 | 001818 | 001861 | 001871 | 001885 | 001900 | 001925 | 001950 | 001961 | 001970 | 001987 |
| Einwohner | 8      | 10     | 9      | 18     | 16     | 16     | 13     | 9      | 16     | 13     | 6      |
| Häuser    |        | 2      |        |        | 3      | 4      | 2      | 2      | 2      |        | 2      |
| Quelle    | [ 11 ] | [ 8 ]  | [ 12 ] | [ 13 ] | [ 14 ] | [ 15 ] | [ 16 ] | [ 17 ] | [ 18 ] | [ 19 ] | [ 1 ]  |

## Religion
Schwarzholz ist evangelisch-lutherisch geprägt und war ursprünglich nach St. Aegidius (Melkendorf) gepfarrt, seit der zweiten Hälfte des 20. Jahrhunderts ist die Pfarrei St. Johannes (Burghaig) zuständig.